# Bauhinia hirsutiflora
Bauhinia hirsutiflora är en ärtväxtart som beskrevs av Vaz. Bauhinia hirsutiflora ingår i släktet Bauhinia och familjen ärtväxter. Inga underarter finns listade i Catalogue of Life.